# Joseph Marino
Joseph Salvador Marino (ur. 23 stycznia 1953 w Birmingham) – amerykański duchowny katolicki, arcybiskup, nuncjusz apostolski.

## Życiorys
25 sierpnia 1979 otrzymał święcenia kapłańskie i został inkardynowany do diecezji Birmingham w Alabamie. W 1984 rozpoczął przygotowanie do służby dyplomatycznej na Papieskiej Akademii Kościelnej.
12 stycznia 2008 został mianowany przez Benedykta XVI nuncjuszem apostolskim w Bangladeszu oraz arcybiskupem tytularnym Natchitoches. Sakry biskupiej 29 marca 2008 udzielił mu kardynał Jean-Louis Tauran.
16 stycznia 2013 został przeniesiony do nuncjatury w Malezji, będąc jednocześnie akredytowanym w Timorze Wschodnim i Brunei.
11 października 2019 papież Franciszek powierzył mu funkcję rektora Papieskiej Akademii Kościelnej, funkcję tę pełnił do 23 stycznia 2023.